# Svjetlo iz Dendere
Svjetlo iz Dendere (eng. Dendera Light) je neobičan prikaz iz Dendere. U hramu božice-krave Hator, u Denderi, Egipat, nalaze se neobični reljefi. Oni prikazuju bogove i neobičan veliki predmet sličan balonu. Taj balon je ispunjen nečim sličnom zmiji. Znanstvenici ga tumače kao lotosov cvijet.

## Sličnost s žaruljom
Postoji i nešto mističnije objašnjenje koje kaže da se radi o prikazu žarulje, koju su, možda, donijeli u Egipat izvanzemaljci, no znanstvenici ističu da je egipatska umjetnost simbolična, pa da zato slika prikazuje stvaranje svemira ili odvajanje neba (Nut) od Zemlje (Geba). Postoji nekoliko reljefa, a također i dvostruki prizor. Vjernici tvrde da je to dokaz električne energije u drevnom Egiptu. Skeptični ljudi misle da je to izmišljotina, te da predmet na slici nije tehničke, već čarobne prirode, dakle, to je vjerojatno mitološki prizor, jer se vidi bog Huh (koji pomaže Šuu držati nebo).

## Wikiprojekti
|  | Zajednički poslužitelj ima stranicu o temi Svjetlo iz Dendere |